# 원더우먼 (2009년 영화)
《원더우먼》(영어: Wonder Woman)은 2009년 공개된 미국의 슈퍼히어로 애니메이션 영화로, DC 코믹스의 동명의 슈퍼히어로를 주인공으로 한다. 로런 몽고메리가 연출했다.